# Gurbantünggüt Shamo
Gurbantünggüt Shamo är en öken i Kina. Den ligger i den autonoma regionen Xinjiang, i den nordvästra delen av landet, omkring 150 kilometer norr om regionhuvudstaden Ürümqi.
Genomsnittlig årsnederbörd är 208 millimeter. Den regnigaste månaden är juli, med i genomsnitt 35 mm nederbörd, och den torraste är december, med 11 mm nederbörd.